# Јоанис Теофилакис
непознато
Јоанис Теофилакис (грч. Ιωάννης Θεοφιλάκης; 1879 — 1968) је грчки стрелац, учесник првих Олимпијских игара 1896. у Атини. Такмичио се у две дисцилине у гађању пушком:војничка пушка и пушка слободног избора. У првој је био девети са резултатом од 1.261 кругом, а у другој је делио од 6. до 18. места са непознатим резултатом.
Теофилакис учествује још три пута на Олимпијским играма. На Олимпијским играма 1908. у Лондону учествовао је у три дисциплине али без већег успеха. У дисциплини војничка пушка екипно били су седми са резултатом 1.999, у војнички пиштољ екипно били су опет 7. са 1576 кругова а у појединачној дисциплини пиштољ 50 јарди 60 метака заузима 29. место са 406 кругова.
На Олимпијским играма 1912. такмичио се у 12 дисциплина
пиштољ брза паљба 23. са 263 круга,
пушком из лежећег става 32. са 173 круга,
пушка вишебој 75. са 63 круга,
војничка пушка екипно 7. са 1445 кругова,
пушком слободног избора 34. са 79 кругова,
војничка пушка заузима 75. место са 63 круга,
МК пушка 25 метара појединачно 21. место 214,
МК пушка 25 метара екипно 4. место 716 кругова
МК пушка 50 метара екипно 5. место 708 кругова
војнички пиштољ 50 метара екипно 5. место 1.731 круг
војнички пиштољ 30 метара екипно 5. место 1.057 кругова
пиштољ 50 метара 18. са 441 кругом.
У свом четвртом учешћу на Олимпијским играма 1920. учествовао је у 12 дисциплина у стрељаштву. У дисциплини војнички пиштољ 30 метара екипно екипа заузима друго место са 1.285 кругова 5. место 1.731 круг и сребрну медаљу.
Поред ове учествовао је у још 11 дисциплина, без значајнијег резултата.
пиштољ 50 метара 10. са 642 круга,
пиштољ 50 метара 4. са 2248 (462) круга,
МК пушка 50 метара лежећи став појединачно 3-50 место резултат непознат,
МК пушка 50 метара лежећи став екипно 10 место 1.727 кругова,
пушка слобони избор вишебој 8-70 место резултат непознат,
пушка слободног избора вишебој екипно 13. место 3.910 кругова,
војничка пушка 300 m лежећи став екипно заузима 11. место са 270 кругова,
војничка пушка 300 m стојећи став екипно заузима 13. место са 209 кругова,
војничка пушка 600 m лежећи став појединачно 4. место са 59 кругова,
војничка пушка 600 m лежећи став екипно 7. место са 278 кругова,
војничка пушка 300+600 m лежечи став став екипно заузима 7. место са 553 круга
У грчком тиму у стрељаштву на Олимпијским играма учествовао је и његов старији брат Александрос Теофилакис